# One Two Three (E-Girlsの曲)
「One Two Three」（ワン・ツー・スリー）は、E-Girlsの2作目のシングル曲。2012年4月18日にrhythm zoneより発売された。

## 概要
- 「CD+DVD」「CD」「ワンコインCD」[2]の3形態で発売された[3][4]。
- 本作から、EGD（EXPG GIRLS DANCERS）のメンバーが参加[5]。
- E-girlsのシングルでは唯一オリコンチャートTOP10入りを果たせなかった作品であり、総売り上げ・チャートイン回数がいずれも最低を記録している。

## 参加メンバー
- Dream：Shizuka・Aya・Ami・Erie
- Happiness：SAYAKA・KAEDE・KAREN・MIYUU・YURINO・MAYU
- FLOWER：水野・中島・藤井・重留・鷲尾・武藤・市來・坂東・佐藤
- EGD：木津・須田

## 収録曲

### CD
1. One Two Three
作詞:Yosuke Nimbari・Shoko Fujibayashi　作曲・編曲:ArmySlick・Yosuke Nimbari
  - ボーカルはDreamのShizuka・Aya、HappinessのKAREN・MAYU、Flowerの鷲尾伶菜・武藤千春。
  - サマンサタバサ「サマンサタバサリゾート ゴルフ&トラベル」CMソング[5]
  - テレビ朝日系『Musicる TV』2012年4月度エンディングテーマ
  - OPA「Oh! Bargain」CMソング
2. ただいま!
作詞:Masato Odake　作曲:UTA (Tiny Voice Production)
  - フジテレビ系『ウチくる!?』2012年4月度エンディングテーマ[5]
  - MUSIC VIDEOは1分で「E-Girls SHOW」や「a-nation」のライブ映像や本番前の映像を編集したものでDVD化はされずYouTubeでのみ公開している。
3. E-Girls ANTHEM
作曲・編曲:DJ KIRA
4. One Two Three (Instrumental)
5. ただいま! (Instrumental)

### CD+DVD
CD
1. One Two Three
2. E-Girls Anthem
3. One Two Three (Instrumental)

DVD
- One Two Three (Video Clip)
- E-Girls Anthem (Live from EXILE LIVE TOUR 2011 TOWER OF WISH 〜願いの塔〜)
- One Two Three (Making Clip)